# Nikolai Nikititsch Sljunkow
Nikolai Nikititsch Sljunkow (russisch Николай Никитич Слюньков, belarussisch Мікалай Мікітавіч Слюнькоў Mikalaj Mikitawitsch Sljunkou; * 26. April 1929; † 9. August 2022) war ein belarussischer und sowjetischer Wirtschaftsfachmann und Politiker.
Eine Tochter Sljunkows ist die Architektin, Kunsthistorikerin und Hochschullehrerin Inessa Sljunkowa.

## Leben

### Aufstieg in Minsk
1950 war Sljunkow  beschäftigt bei der großen Minsker Traktorenfabrik, deren Generaldirektor er zwischen 1960 und 1965 dann wurde. 1954 trat er der Kommunistischen Partei (KPdSU) bei. 1972 bis 1974 war er Erster Parteisekretär von Minsk und 1974  bis 1983 Stellvertretender Vorsitzender des Staatlichen Planungskomitees Gosplan  der UdSSR. Von 1983 bis 1987 hatte er das Amt eines Ersten Sekretärs des Zentralkomitees der Kommunistischen Partei von Belarus.

### Im Zentrum der Macht
Von 1983 bis 1987 war er Kandidat des Politbüros der KPdSU. 1987 stieg er auf zum Vollmitglied in das höchste politische Gremium der UdSSR, dem Politbüro der Kommunistischen Partei der Sowjetunion und zwar für die Zeit vom 26. Juni 1987 bis zum 14. Juli 1990. Zugleich war er Sekretär des Zentralkomitees, zuständig für Wirtschaftsfragen und für Angelegenheiten der RGW-Staaten. 1990 schied aber auf eigenen Wunsch auf dem XXVIII. Parteitag der KPdSU vom Juli 1990 aus seinen Ämtern, wirkte aber im Präsidialrat der UdSSR – eine Art innerer Führungskreis des Präsidenten - mit.
Sljunkow unterstützt schon seit 1986 Michail Gorbatschow bei seinen Reformen (Stichworte Glasnost und Perestroika) und entwickelt 1987 dazu u. a. mit Wadim Medwedew und Alexander Jakowlew erste Konzepte. Gorbatschow „schätzte seine menschlichen Qualitäten, seine Ehrlichkeit, Offenheit, und seinen enormen Fleiß.“